# Almagest
Almagest  je latinizirana oblika arabskega imena (الكتاب المجسطي, al-kitabu-l-midžisti, Velika zbirka) matematične in astronomske razprave o gibanju zvezd in planetov, ki jo je izvirno v stari grščini kot starogrško Μαθηματικἠ Σύνταξις: Mathematikē Sýntaxis, Matematična razprava, kasneje naslovljena kot Hē Megálē Sýntaxis, Velika razprava) napisal Klavdij Ptolemaj leta 150. Njegov geocentrični model so privzeli za pravilnega za več kot tisoč let v islamskih in evropskih družbah skozi srednji vek in zgodnjo renesanso. Almagest je najpomembnejši vir podatkov o staroveški grški astronomiji. Pomemben je tudi zato, ker dokumentira delo Hiparha, katerega delo je bilo sicer večinoma izgubljeno. Hiparh je pisal o trigonometriji, vendar, ker se je njegovo delo izgubilo, matematiki rabijo Ptolemajevo knjigo kot vir za Hiparhovo delo in staroveško grško trigonometrijo nasploh. Slovenska imena za knjigo so še: Velika astronomska zgradba,Velika astronomska sintaksa, Matematična zbirka ali Veliki zbornik astronomije.
Arabski izvod je izšel leta 827 in se je pozneje latiniziral v Almagest (Almages), ter se tudi ohranil v arabskih rokopisih. Zaradi slovesa so ga v latinščino v 12. stoletju prevedli dvakrat, enkrat na Siciliji in v Španiji. V knjigi je Ptolemaj v sistematični obliki podal prikaz celotne astronomije do svojega časa, ob koncu aleksandrijske dobe, pri čemer se je opredelil za geocentrični model, kar je bilo velikega pomena. Ker delo ni vsebovalo ničesar, kar bi nasprotovalo tedanjemu uveljavljenemu svetovnemu nazoru, je ostalo podlaga za vsakršno astronomsko znanje vse do 17. stoletja. Njegov model je temeljil na predpostavki, da se Sonce, planeti in zvezde vrtijo okrog Zemlje kot nepomičnem središču Vesolja. Čeprav je bila zasnovana na napačni predpostavki, se je ta teorija dobro skladala z opazovanji gibanj planetov. Šele s Kopernikovo teorijo iz leta 1500, so njegov model zamenjali s heliocentričnim modelom.

## Čas nastankaAlmagesta
V zadnjem času so ugotovili, da Almagest ni mogel biti napisan pred letom 150. Ptolemaj je v priobalnem staroegipčanskem mestu Kanop v Nilovi delti leta 147 ali 148 postavil javni napis. N. T. Hamilton je ugotovil, da je bila različica Ptolemajevih modelov v »kanopskem napisu« zgodnejša kot različica v Almagestu. Zaradi tega Almagest ni mogel biti napisan prej kot četrt stoletja po prvih Ptolemajevih opazovanjih.

## Vsebina
Almagest sestavlja trinajst delov - knjig:
- 1. knjiga - oris Aristotelove kozmologije: o krogelni obliki neba s krogelno Zemljo, ki leži brez gibanja v središču, z nepomičnimi zvezdami in različnimi planeti, ki krožijo okrog Zemlje. Nato sledi razlaga tetiv z več razpredelnicami tetiv, opazovanja naklona tira proti ekliptiki in uvod v sferno trigonometrijo.
- 2. knjiga - problemi povezani z dnevnim gibanjem neba (vzhajanje in zahajanje nebesnih teles), dolžina dneva, določevanje zemljepisne širine, točke Sončevega nadglavišča, sence gnomona med enakonočji in Sončevim obratom, ter druga opazovanja, ki se spreminjajo z opazovališčem. Podani so tudi koti, ki jih ekliptika tvori z navpično ravnino, in priložene razpredelnice.
- 3. knjiga - dolžina leta, gibanje Sonca. Ptolemaj opisuje Hiparhovo odkritje precesije enakonočij in teorijo epiciklov.
- 4. in 5. knjiga - gibanje Lune, Lunina paralaksa, gibanje Luininega odzemlja, velikosti in razdalje Sonca in Lune relativno glede na Zemljo.
- 6. knjiga - Sončevi in Lunini mrki.
- 7. in 8. knjiga - gibanje nepomičnih zvezd, vključno s precesijo enakonočij. Zvezdni katalog 1028 zvezd z navideznimi legami v ozvezdjih z navedenimi ekliptičnimi koordinatami.[1] Najsvetlejše zvezde so označene z navideznim sijem (magnitudo) m = 1, še vidne s prostim očesom pa z m = 6. Vsaka numerična magnituda je dvakrat svetlejša od predhodne v logaritemski lestvici. Ta sistem je verjetno iznašel Hiparh. Tudi lege zvezd izvirajo od Hiparha, čeprav je Ptolemaj trdil drugače.
- 9. knjiga - splošna vprašanja o tvorjenju modelov za pet klasičnih planetov in gibanje Merkurja.
- 10. knjiga - gibanje Venere in Marsa.
- 11. knjiga -  gibanje Jupitra in Saturna.
- 12. knjiga - nepomične lege in navidezno vzvratno gibanje planetov glede na živalski krog. Ptolemaj je razumel , da se to gibanje poleg zunanjih planetov nanaša tudi na Merkur in Venero.
- 13. knjiga - gibanje v latitudi, odstopanje navideznih leg planetov od ekliptike.